# Åbyggeby (tegelbruket)
Åbyggeby (tegelbruket) is een småort in de gemeente Gävle in het landschap Gästrikland en de provincie Gävleborgs län in Zweden. Het småort heeft 64 inwoners (2005) en een oppervlakte van 17 hectare. Tegelbruket betekent bakstenenfabriek en de plaats bestaat uit een aantal huizen rondom zo'n fabriek, deze huizen liggen vlak bij Åbyggeby maar op een te grote afstand om bij dit tätort te horen. Om deze reden kan Åbyggeby (tegelbruket) ook als een aparte plaats worden gezien en wordt het als småort gerekend.
Bestuurscentrum: Gävle (Tätort)
Tätort:
Åbyggeby · Berg · Bergby · Björke · Bönan 
· Forsbacka · Forsby · Furuvik · Hagsta · Hamrångefjärden · Hedesunda · Lund · Norrsundet · Totra · Trödje · Valbo
Småort:
Åbyggeby (tegelbruket) · Alborga · Allmänninge · Axmar by · Backa · Berg en Sjökalla · Björke (oostelijk deel) · Brunnsvik · Eskön en Esköränningen · Finnböle · Grinduga · Häcklinge · Harkskär · Hästbo · Hillevik · Hillsjöstrand · Lövåsen en Dansheden · Mårtsbo · Ölbo · Oppala · Östanbäck en Lund · Sikvik · Småmuren · Utvalnäs